# Barbara Hannigan
 (février 2019).
Barbara Hannigan, née le 8 mai 1971 à Halifax (Nouvelle-Écosse) au Canada, est une soprano et cheffe d'orchestre canadienne.

## Biographie

### Jeunesse et formation
Barbara Hannigan est la fille d'un dentiste et d'une mère au foyer. Elle grandit à Walverey dans la banlieue d'Halifax au sein d'une famille qui pratique la musique. Diplômée de l'université de Toronto (licence, 1993 ; master, 1998), elle se forme également au Centre pour les arts à Banff (Alberta), à l'Institut pour les jeunes artistes Steans, au Centre d'arts Orford (situé dans le parc national du Mont-Orford au Québec) et au Conservatoire royal de La Haye.

### Carrière
Spécialiste de la musique contemporaine (et plus particulièrement de l'opéra), elle a participé depuis le début de sa carrière à plus de quatre-vingts créations, notamment d’œuvres d'Henri Dutilleux, Louis Andriessen, Pascal Dusapin, Pierre Boulez ou George Benjamin.
Son interprétation du chef de la police dans Mysteries of the Macabre (version de l'opéra de György Ligeti Le Grand Macabre destinée à être jouée en concert) est caractéristique de son style, remarqué pour l'utilisation spectaculaire de sa voix et de son corps. À ce titre, elle est considérée comme l'une des interprètes les plus engagées physiquement sur scène.
Elle fonde et dirige depuis 2011 le Ludwig Orchestra pour lequel elle consacre de 40 à 50 % de son temps de travail, et est à ce titre l'une des très rares cheffes d'orchestre, dirigeant souvent, qui plus est, en chantant.
Barbara Hannigan est membre de l'Ordre du Canada, lauréate du Prix Schock d'art musical en 2018 et du prix musical Léonie-Sonning en 2020, notamment.
En 2024, elle est nommée cheffe et directrice artistique de l'Orchestre symphonique d'Islande à compter d'août 2026, pour une durée de trois saisons.
En 2025, elle est lauréate du prix Polar Music.

### Vie privée
En 2009, Barbara Hannigan épouse le metteur en scène néerlandais Gijs de Lange (nl) avec qui elle vit à Amsterdam.
De 2015 à 2024, elle est la compagne du comédien et réalisateur Mathieu Amalric , qui a réalisé plusieurs documentaires sur elle, dont Music Is Music pour le CD/DVD Crazy Girl Crazy. Elle possède une maison dans le Finistère, en France.

## Principaux rôles
- 2011 : Le Grand Macabre de György Ligeti – Le chef de police
- 2012 : Written on Skin de George Benjamin (créé et enregistré au Festival d’Aix-en-Provence les 7 et 14 juillet 2012)

- 2012 : Lulu d'Alban Berg à La Monnaie (Bruxelles). Reprise en novembre 2021.
- 2015 : La Voix humaine de Francis Poulenc – Elle
- 2016 : Pelléas et Mélisande de Claude Debussy
- 2018 : Bérénice de Michael Jarrell à l'Opéra Garnier – Bérénice
- 2019 : The Snow Queen d'Hans Abrahamsen
- 2021 : La Voix humaine de Francis Poulenc, en collaboration avec Denis Guéguin (vidéo) et l'Orchestre philharmonique de Radio France pour France Musique[5] – Elle

## Discographie
- 2013: Henri Dutilleux: Correspondances pour soprane et orchestre, sous la direction de Esa-Pekka Salonen, Deutsche Grammophon 2012 - premier enregistrement mondial avec une fin réécrite par le compositeur pour Hannigan, Gramophone Award Contemporary,
- Louis Andriessen:Writing to Vermeer (Nonesuch)
- Luca Francesconi (Kairos)
- Harry Freedman (Centrediscs)
- 2015 : ...Let Me Tell You d'Hans Abrahamsen pour soprano et orchestre, texte de Paul Griffiths, Symphonieorchester des Bayerischen Rundfunks, Andris Nelsons chef d'orchestre - Récompenses : 2016 Grawemeyer Award (Composition musicale) ; Gramophone Award Contemporary, 2016 ; Diapason d'Or 2016, Musique contemporaine; Edison Klassiek 2016, De ontdekking
- 2016: Eric Satie - Socrate avec pianiste Reinbert de Leeuw
- 2017 : Crazy Girl Crazy comprenant Lulu Suite d'Alban Berg, Girl Crazy Suite de George Gershwin (arrangements Bill Elliott et Barbara Hannigan) et Sequenza III pour voix de Luciano Berio – Alpha[13]
- 2017: Stravinsky, London Symphony Orchestra, (LSO Live label). Sous la direction de Simon Rattle, interprétant les Trois fragments de Wozzeck d'Alban Berg et les Mystères macabres de Gyorgy Ligeti.
- 2018 : Vienna, fin de siècle[14]
- La Passione, Ludwig Orchestra (Alpha Classics) [15]
- Sehnsucht (Live in Rotterdam), (Alpha Classics) Raoul Steffani, Camerata RCO, Rolf Verbeek [16]
- Infinite Voyage (Alpha Classics), Bertrand Chamayou, Emerson String Quartet [17]
- 2020 : La Passione[18]
- 2024: Olivier Messiaen, Chants de terre et de ciel, Poèmes pour Mi, La Mort du nombre. CD Alpha. Diapason d’or. Bertrand Chamayou[19].
- 2024: Hannigan Sings Zorn Volume One (Tzadik), Stephan Gosling (pianist), 2024 [20]

## Vidéographie
- I'm a creative animal (Accentus Music) réalisée au Festival de Lucerne en 2014 où elle était Artiste Etoile.
- C'est presque au bout du monde (2015), court-métrage sur Barbara Hannigan réalisé par Mathieu Amalric pour l'Opéra national de Paris.
- Premières Répétitions : Barbara Hannigan vue par Mathieu Amalric (2017), documentaire sur la soprano Barbara Hannigan réalisé par Mathieu Amalric pour Arte[21]
- 2014: Lulu (Bel Air Classiques), Alban Berg.
- George Benjamin: Lessons in Love and Violence, Royal Opera House, Katie Mitchell (Opus Arte) [22]
- George Benjamin: Written on Skin, Royal Opera House, Katie Mitchell (Opus Arte) [23]
- Brett Dean: Hamlet, Glyndebourne, (Opus Arte) 2018[24].
- Bartók: La Voix Humaine, Opéra de Paris (Arthaus Musik) 2018[25].
- Stravinsky: The Rake's Progress and Taking Risks: Un documentaire de Maria Stodtmeier, Gothenburg Symphony Orchestra (Accentus Music), 2020[26].